# 纪斌
纪斌（1966年—），台湾台中市人，汉族，中华人民共和国政治人物，全国台联副会长、党组成员，第十一届全国政协委员。
2008年，当选第十一届全国政协委员，代表中华全国台湾同胞联谊会，分入第二十四组。并担任提案委员会专委。